# Scrypt
A kriptográfiában a scrypt egy kulcslevezető függvény, amit Colin Percival eredetileg a Tarsnap online biztonságimentő-szolgáltatáshoz készített el. Az algoritmust úgy fejlesztette ki, hogy sok memória kelljen a nagy méretű egyénihardver-támadásokhoz. 2016-ban a scrypt algoritmust az IETF RFC 7914 számmal kiadta. Egy egyszerűsített változatát számos kriptovaluta használja, mint pl. a LiteCoin.
Egy jelszó alapú kulcslevezető függvényt gyakran úgy terveznek, hogy sok számítást kelljen elvégezni, hogy relatív hosszú időt vegyen igénybe a kiszámítása (pl. néhány száz ezredmásodpercet). A hiteles felhasználóknak elég kevésszer végrehajtani ezt, így a szükséges idő elhanyagolható. De egy nyers erejű támadás esetén gyakran több milliárdszor kell a műveletet végrehajtani, így az elhasznált idő jelentőssé válik, ideális esetben ellehetetleníti a támadást.

## Áttekintés
A scrypt nagy memóriaigénye az algoritmus részeként generált véletlenszerű bitsorozatok hatalmas vektorából ered. Amikor a vektor elkészül, elemeihez véletlenszerű sorrendben férnek, és azokat kombinálják, hogy a levezetett kulcsot kiadja.
A korábbi jelszóalapú KDF-ek (például a PBKDF2) kevéssé erőforrás-igényesek, így nem igényelnek nagy teljesítményű hardvert. Így könnyen, olcsón megvalósíthatók, például ASIC-en vagy FPGA-n. Ez lehetővé teszi egy elég erőforrással rendelkező támadónak a nagymértékű párhuzamos támadást több száz vagy ezer megvalósítás létrehozásával, melyek mindegyike a kulcstér más részében kutat. Ez a támadáshoz szükséges időt a megvalósítások számával osztja, a gyakorlatban használható időtartamra csökkentve azt.
A scrypt célja ezek gátlása az algoritmus erőforrásigényével. Az algoritmus több memóriát igényel más jelszóalapú KDF-eknél, így a hardveres megvalósítás mérete és költsége nagyobb, korlátozva a támadó által használható párhuzamosságot adott mennyiségű pénz esetén.
Mivel a vektor elemei algoritmussal jönnek létre, az elemek szükség esetén időközben is létrejöhetnek, egyidejűleg egy elem tárolásával, így a memóriaigény jelentős csökkentésével. Az elemek létrehozásának számítási tekintetben azonban költségesnek kell lennie, és az elemeket várhatóan a függvény végrehajtása során sokszor kell hozzáférni, így a sebesség kisebb az alacsony memóriaigény mellett.
Ez gyakran szerepel a számítógépes algoritmusokban: a sebesség nagyobb memóriahasználattal növelhető, a memóriahasználat több művelet végzésével csökkenthető. A scrypt ötlete, hogy ezt bármely irányban nagyon költségessé tegye. Így a támadó kis memóriaigényű, jól párhuzamosítható, de lassú vagy gyors, de nagy memóriaigényű, így kevésbé párhuzamosítható algoritmust használhat.

## Története
A scryptet Colin Percival tervezte a Tarsnapnek, és 2009 májusában a BSDCan-konferencián mutatta be. 2012-ben az IETF egy scrypt-tervet internetes vázlatként közölt. 2020 augusztusában jelent meg a scrypt-1.3.1.
A scrypt nem vett részt a Password Hashing Competitionön, ahol új hasítóalgoritmust választottak, de Colin Percival részt vett szakértőként. Alexander Peslyak Yescryptje azonban igen, mely a YESCRYPT-WORM kiterjesztéssel eredeti scrypt-értékeket tudott kiadni.

## Algoritmus
```
Function
 scrypt
   
Inputs:
 
This algorithm includes the following parameters:

      Passphrase:                Bytes    
string of characters to be hashed

      
Salt
:                      Bytes    
string of random characters that modifies the hash to protect against 
Rainbow table
 attacks

      CostFactor (N):            Integer  
CPU/memory cost parameter – Must be a power of 2 (e.g. 1024)

      BlockSizeFactor (r):       Integer  
blocksize parameter, which fine-tunes sequential memory read size and performance. (8 is commonly used)

      ParallelizationFactor (p): Integer  
Parallelization parameter
. (1 .. 2
32
-1 * hLen/MFlen)

      DesiredKeyLen (dkLen):     Integer  
Desired key length in bytes (Intended output length in octets of the derived key; a positive integer satisfying dkLen ≤ (2
32
− 1) * hLen.)

      hLen:                      Integer  
The length in octets of the hash function (32 for SHA256).

      MFlen:                     Integer  
The length in octets of the output of the mixing function (
SMix
 below). Defined as r * 128 in RFC7914.

   
Output:

      DerivedKey:                Bytes    
array of bytes, DesiredKeyLen long

   
Step 1. Generate expensive salt

   blockSize ← 128*BlockSizeFactor  
// Length (in bytes) of the SMix mixing function output (e.g. 128*8 = 1024 bytes)

   
Use PBKDF2 to generate initial 128*BlockSizeFactor*p bytes of data (e.g. 128*8*3 = 3072 bytes)

   
Treat the result as an array of 
p
 elements, each entry being 
blocksize
 bytes (e.g. 3 elements, each 1024 bytes)

   [B
0
...B
p−1
] ← 
PBKDF2
HMAC-SHA256
(
Passphrase
, 
Salt
, 1, blockSize*ParallelizationFactor)

   
Mix each block in 
B
 Costfactor times using 
ROMix
 function (each block can be mixed in parallel)

   
for
 i ← 0 
to
 p-1
      B
i
 ← ROMix(B
i
, CostFactor)

   
All the elements of B is our new "expensive" salt

   expensiveSalt ← B
0
∥B
1
∥B
2
∥ ... ∥B
p-1
 
// where ∥ is concatenation

 
   
Step 2. Use PBKDF2 to generate the desired number of bytes, but using the expensive salt we just generated

   
return
 PBKDF2
HMAC-SHA256
(Passphrase, expensiveSalt, 1, DesiredKeyLen);
```

ahol a PBKDF2(P, S, c, dkLen) jelölést az RFC 2898 határozza meg, c az ismétlésszám.
E jelölést az RFC 7914 használja a PBKDF2 használatával c=1 esetre.
```
function
 ROMix(Block, Iterations)

   
Create 
Iterations
 copies of 
X

   X ← Block
   
for
 i ← 0 
to
 Iterations−1
      V
i
 ← X
      X ← BlockMix(X)

   
for
 i ← 0 
to
 Iterations−1
      j ← Integerify(X) % Iterations 
      X ← BlockMix(X ^ V
j
)

   
return
 X
```

Ahol 
```
Integerify(X)

```

X utolsó 64 bájtjának little-endian egészkénti értelmezése.
Mivel Iterations = 2N, csak az első {\displaystyle \lceil {N \over 8}\rceil } bájt szükséges ténylegesen Integerify(X) % Iterations = A1%Iterations=A2%Iterations kiszámítására.
```
Function
 BlockMix(B):

    
The block B is r 128-byte chunks (which is equivalent of 2r 64-byte chunks)

    r ← Length(B) / 128;

    
Treat B as an array of 2r 64-byte chunks

    [B
0
...B
2r-1
] ← B

    X ← B
2r−1

    
for
 i ← 0 
to
 2r−1
        X ← Salsa20/8(X ^ B
i
) 
// Salsa20/8 hashes from 64-bytes to 64-bytes

        Y
i
 ← X

    
return
 ← Y
0
∥Y
2
∥...∥Y
2r−2
 ∥ Y
1
∥Y
3
∥...∥Y
2r−1
```

ahol Salsa20/8 a 8 ismétléses Salsa20.

## Kriptovaluták
A scryptet sok kriptovaluta használja ellenőrző algoritmusaiban hasítófüggvényként. Először a Tenebrix (2011) használta, és a szintén ezt használó Litecoin és Dogecoin alapja is volt. A kriptovaluták „bányászatát” gyakran grafikus feldolgozóegységeken (GPU) végzik a CPU-knál nagyobb feldolgozóképességük miatt. Ez GPU-hiányhoz vezetett az emelkedő árak miatt 2013 novemberében és decemberében.

## Eszköz
A scrypt-eszközt Colin Percival 2009 májusában írta a scrypt KDF bemutatására. Számos Linux- és BSD-változaton elérhető

## Fordítás
Ez a szócikk részben vagy egészben  a   scrypt című angol Wikipédia-szócikk fordításán alapul.  Az eredeti cikk szerkesztőit annak laptörténete sorolja fel. Ez a jelzés csupán a megfogalmazás eredetét és a szerzői jogokat jelzi, nem szolgál a cikkben szereplő információk forrásmegjelöléseként.